# ماکس مورینیر
ماکس مورینیر (فرانسوی: Max Morinière‎؛ زادهٔ ۱۶ فوریهٔ ۱۹۶۴) دونده دو سرعت اهل فرانسه است.
وی در مسابقات کشوری و بین‌المللی در مجموع برندهٔ ۲ مدال طلا، ۱ مدال نقره، ۱ مدال برنز شده‌است.